# Lago Hazen
El lago Hazen (del inglés: Lake Hazen) es un lago de Canadá, a menudo considerado el lago más al norte del país, en la parte norte de la isla Ellesmere (Nunavut).
Sin embargo, mapas  detallados muestran varios lagos más pequeños hasta más de 100 km más al norte en la misma isla: el lago Turnabout está justo al noreste del extremo norte del lago Hazen; aún más al norte están los lagos Dumbell Superior e Inferior; y el lago Alto Dumbell está 5,2 km al suroeste de Alert, la población canadiense más septentrional, en la costa del mar de Lincoln, en el océano Ártico.
La zona que rodea el lago es un oasis térmico dentro de un desierto polar, el lago goza de temperaturas en verano de hasta 23 °C.
El lago forma parte del Parque nacional Quttinirpaaq.

## Historia
El lago fue descubierto, para los occidentales, en 1882 por Adolphus Greely durante su expedición de 1881 a 1883.
Varios artefactos de la civilización Thule fueron descubiertos cerca del lago Hazen en 2004. Los thule precedieron a los inuit.